# غار کان کسر
اشکفت کان کسر مربوط به سده‌های متاخر دوران‌های تاریخی پس از اسلام است و در شهرستان شیراز، بخش زرقان، کیلومتری ۴ جاده زرقان بطرف بند امیر، سمت راست جاده مشرف به کارگاه واقع شده و این اثر در تاریخ ۳۰ بهمن ۱۳۸۶ با شمارهٔ ثبت ۲۰۷۵۵ به‌عنوان یکی از آثار ملی ایران به ثبت رسیده است.